# Fagopirina
La fagopirina è una sostanza organica naturale presente nel grano saraceno.